# مارکوس پینک
مارکوس پینک (انگلیسی: Markus Pink؛ زادهٔ ۲۴ فوریهٔ ۱۹۹۱) بازیکن فوتبال اهل اتریش است.
از باشگاه‌هایی که در آن بازی کرده‌است می‌توان به باشگاه فوتبال فرست ویینا و باشگاه فوتبال آستریا کلاگن‌فورت اشاره کرد.